# Mario Pretto
Mario Pretto (ur. 7 października 1915 w Schio, zm. 2 kwietnia 1984) – włoski piłkarz, później trener piłkarski. Podczas kariery piłkarskiej występował na pozycji pomocnika.

## Kariera piłkarska
Karierę piłkarską Mario Pretto rozpoczął w klubie Calcio Schio 1905. W 1937 przeszedł do SSC Napoli. W klubie z Neapolu występował do końca kariery, którą zakończył w 1949 roku. W barwach Napoli wystąpił 223 razy i zdobył jedną bramkę.

## Kariera trenerska
Mario Pretto zaraz po zakończeniu kariery piłkarskiej został trenerem. Najbardziej znaną jego pracą trenerską było prowadzenie reprezentacji Boliwii podczas mistrzostw świata w 1950 roku. Boliwia odpadła już w fazie grupowej przegrywając w swoim jedynym meczu z późniejszym mistrzem świata - Urugwajem aż 0-8.